# Gwiazdonosy
Gwiazdonosy (Condylurini) – monotypowe plemię ssaków z podrodziny grzebaczy (Scalopinae) w obrębie rodziny kretowatych (Talpidae).

## Zasięg występowania
Plemię obejmuje jeden żyjący współcześnie gatunek występujący w Ameryce Północnej.

## Morfologia
Długość ciała (bez ogona) 96–128 mm, długość ogona 65–83,5 mm; masa ciała 27–52 g.

## Systematyka
Do plemienia Condylurini należy jeden rodzaj, Condylura, który zdefiniował w 1811 roku niemiecki zoolog Johann Karl Wilhelm Illiger w publikacji swojego autorstwa o tytule Prodromus systematis mammalium et avium. Illiger wymienił dwa gatunki – Sorex cristatus Linnaeus, 1758 i Talpa longicaudata Erxleben, 1777 (= Scalops breweri Bachman, 1841) – z których gatunkiem typowym jest Sorex cristatus Linnaeus, 1758 (gwiazdonos amerykański).

### Etymologia
- Condylura: gr. κονδυλος kondulos ‘guzek’; ουρα oura ‘ogon’[15].
- Talpasorex: zbitka wyrazowa nazw rodzajów: Talpa Linnaeus, 1758 (kret) oraz Sorex Linnaeus, 1758 (ryjówka)[16]. Gatunek typowy (oznaczenie monotypowe): Sorex cristatus Linnaeus, 1758.
- Astromycter (Astromyctes, Astromydes): gr. αστηρ astēr, αστερος asteros ‘gwiazda’; μυκτηρ muktēr, μυκτηρος muktēros ‘nos’, od μυσσομαι mussomai ‘wydmuchać nos’[17]. Gatunek typowy (oznaczenie monotypowe): Astromycter prasinatus Harris, 1825 (= Sorex cristatus Linnaeus, 1758).
- Rhinaster: gr. ῥις rhis, ῥινος rhinos ‘nos, pysk’; αστηρ astēr, αστερος asteros ‘gwiazda’[18].

### Podział systematyczny
Do plemienia należy jeden rodzaj gwiazdonos (Condylura) z jednym występującym współcześnie gatunkiem:
- Condylura cristata (Linnaeus, 1758) – gwiazdonos amerykański

Opisano również gatunki wymarłe z pliocenu dzisiejszej Polski:
- Condylura izabellae Skoczeń, 1976[21]
- Condylura kowalskii Skoczeń, 1976[22]